# Effet Flynn
 (juin 2010).

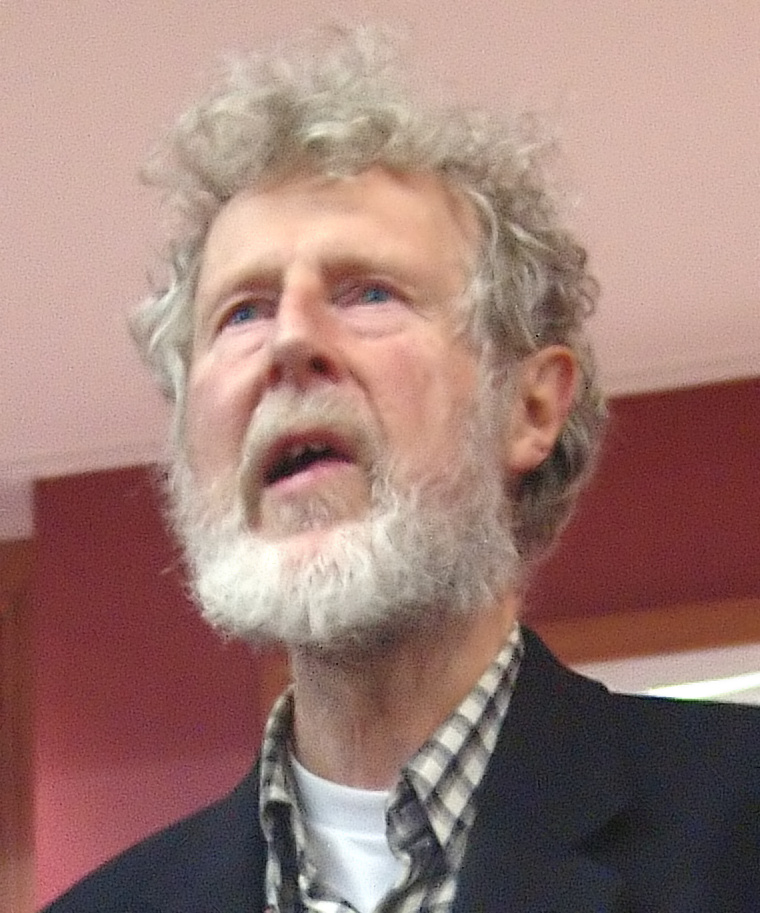
James R. Flynn en juin 2007.

L’effet Flynn désigne l'accroissement des scores aux tests calculant un quotient intellectuel. Cet effet a été constaté à la suite de l'observation comparée de populations données, sur plusieurs générations, et ce jusqu'au début des années 1990.
Cet effet tire son nom du chercheur James R. Flynn, qui en fit l'observation. L'invention du terme est imputée à Richard Herrnstein et Charles Murray, auteurs de The Bell Curve.
Dans les années 1990, l'effet semble s'être arrêté, voire inversé, dans plusieurs pays occidentaux. La nature (temporaire ou irréversible) et les causes de cet hypothétique anti-effet Flynn restent discutées. Certaines interrogations portent sur les conditions d'étude de ce phénomène, sur des facteurs tels que les pratiques nutritionnelles, la pollution, le milieu social, éducatif ou biologique. Ces propositions sont aujourd'hui insuffisantes pour expliquer à elles seules l'effet Flynn, et son pendant, l'anti-effet Flynn. Elles fournissent des pistes de recherches à explorer.
Des études scientifiques publiées dans les années 2020 remettent en question la réalité de l'effet Flynn au XXe siècle et son inversion à partir des années 1990. En effet, les variations des scores aux tests de QI observées depuis le début du XXe siècle s'expliqueraient davantage par des évolutions éducatives et culturelles que par un réel progrès des capacités cognitives fondamentales. Ainsi, l'effet Flynn refléterait une amélioration dans notre capacité à réussir les tests de QI, sans pour autant témoigner d'une augmentation réelle de notre intelligence,.

## Origines de l'expression
Étudiant des résultats individuels de tests de QI mesurés depuis plusieurs décennies, James R. Flynn « constate que les résultats de ces individus à la version la plus récemment étalonnée sont systématiquement inférieurs à ceux qu'ils obtenaient à la version la plus ancienne. Comme le résultat à un test d'intelligence représente la position d'un individu au sein de la distribution de l'échantillon d'étalonnage de ce test, Flynn en conclut que le niveau moyen de l'échantillon d'étalonnage s'est élevé lors de chaque ré-étalonnage d'un même test »,.
Ulric Neisser effectua une démarche similaire, mais en étudiant les facteurs de développement et observa les mêmes résultats.
Dans leur ouvrage The Bell Curve, Richard Herrnstein et Charles Murray parlent d'effet Flynn pour décrire ce phénomène.

## Description du phénomène
Le test dont les résultats ont connu l'augmentation la plus significative est celui des matrices progressives de Raven.
Les Norvégiens ont fait passer des tests de QI à 960 000 personnes de 18 à 22 ans éligibles au service militaire. Ces tests ont démontré une progression de l'ordre de 21 points entre 1952 et 1982. Lors d'une étude de 1987 sur les populations hispaniques (immigrants originaires d'Amérique latine), Teasdale et Owen ont déterminé que ce phénomène était surtout visible pour les plus faibles résultats, les transformant en résultats moyens.
Dans d'autres études, les améliorations ont essentiellement été observées sur les tests portant sur les matrices de Raven. Sur la plupart des tests, on observe une progression des résultats. Deux larges groupes d'enfants hispaniques ont ainsi été testés sur un intervalle de 30 ans.
La comparaison de QI a montré que :
1. le QI de compréhension avait augmenté de 9,7 points ;
2. les gains concernaient essentiellement la moitié inférieure de l'échantillon et de manière négligeable la moitié supérieure ;
3. il existe une corrélation entre la proportion du gain et le QI original, le gain étant quasi nul pour les hauts QI.

Ulric Neisser, qui fut à la tête de l'Association américaine de psychologie, a mis en évidence un consensus[pas clair] en comparant les enfants de 1932 et ceux de 1997. Si un enfant obtenait 100 points en 1932 et qu'il passait un test du niveau de 1997, son nouveau score serait bien inférieur à 100.[pas clair] Il pourrait même alors être considéré comme ayant une défaillance intellectuelle légère (score inférieur à 70 points). Se fondant sur les chiffres de Raven, Neisser estima que l'on pouvait l'extrapoler et que 21 à 35 points de progression pouvaient être démontrés entre 1952 et 1982.

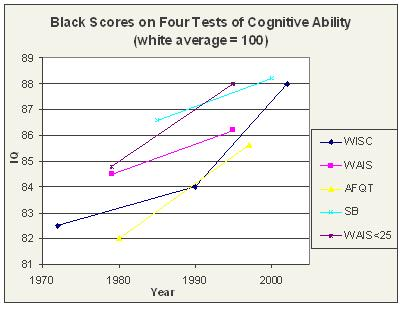
William T. Dickens et James R. Flynn écrivent que les noirs américains gagnent 5 ou 6 points de QI par période sur les blancs non-hispaniques entre 1972 et 2002. Ce graphique montre des gains sur différents tests.

### Stagnation et régression hypothétiques
L'effet Flynn semble s'être arrêté dans certains pays industrialisés depuis le milieu des années 1990. Au Royaume-Uni, en ce qui concerne les adolescents, il pourrait même avoir stagné depuis les années 1980. Teasdale et Owen déclarent : « Les analyses de tests d'intelligence de près de 500 000 jeunes Danois entre 1959 et 2004 montrent que l'augmentation a connu son apogée fin des années 1990 et aurait légèrement régressé jusqu'à un niveau d'avant 1991. » Ils estiment qu'« un facteur lié à cette récente chute pourrait être un déclin simultané du nombre d'étudiants en avance de 3 ans pour les 16-18 ans »,.
En 2016, une synthèse de la littérature scientifique fait état de neuf études documentant un effet Flynn inversé pour sept pays distincts.
La réalité de cette régression est sujette à caution pour d'autres scientifiques, tels que Franck Ramus, pour qui certaines études sont peu fiables et tendancieuses. Des études récentes sur le sujet portent, en effet, sur des effectifs limités ou recourent à des tests non validés.

## Causes potentielles de l'effet Flynn
Les essais d'explication incluent la nutrition, la diminution de la taille des familles, une meilleure éducation, l'égalité homme-femme, une plus grande complexité d'environnement ainsi qu'une forme d'eugénisme. Une autre proposition serait que nous sommes de plus en plus familiarisés avec ces types de test.

### Éducation
Beaucoup d'études montrent que les enfants n'ayant pas une scolarité régulière, ou pas de scolarité du tout, obtiennent de moins bons résultats aux tests, même si les parties scolaires des tests sont celles dont les résultats stagnent le plus, voire régressent. Dans les années 1960, aux États-Unis, certains comtés de Virginie ont fermé leurs écoles afin de lutter contre la mixité ethnique. Des écoles privées, uniquement accessibles aux blancs, ont été créées (Mouvement des droits civiques aux États-Unis). Le résultat est qu'une chute de 6 points de QI par an a été observée chez les enfants afro-américains à niveau d'âge comparable.
Le problème de cette étude est qu'elle mélange des sujets à la fois plus récents et plus anciens. En effet, durant la ségrégation, les enfants noirs n'allaient pas dans les mêmes écoles que les enfants blancs. Leur niveau n'était donc pas comparable, d'une part parce que le programme n'était pas suivi de la même manière et d'autre part parce que les enfants noirs étaient  perturbés par un climat de violence permanente. Cependant, ces influences semblent finalement avoir été nulles, ou seulement temporaires. Les aptitudes en mathématiques paraissent dans ce cas avoir subi l'effet le plus important.
Une autre théorie affirme que beaucoup de parents s'investissent désormais dans le développement intellectuel de leurs enfants et les encouragent nettement plus que dans le passé (avant les guerres mondiales). Des programmes de développement précoce ont donné des résultats mitigés. Certains programmes pré-scolaires (3-4 ans), tel Head Start, n'ont pas produit de changement significatif sur les QI, mais plus sur d'autres compétences.
Le projet d'alphabétisation précoce est un programme journalier fournissant une panoplie importante de stimulations environnementales dans la vie des enfants. Il a montré qu'un gain de QI persiste durant toute la scolarité primaire. Cette intervention intensive a permis un gain moyen de 5 points de QI.
Tous les projets de ce type n'ont pas rencontré autant de réussite. Les gains ont fini par disparaître à l'âge de 18 ans. D'autres projets n'ont pas démontré de gains en termes de QI, mais ont eu un résultat significatif sur des aptitudes cognitives.

### Nutrition
Les citoyens des pays industrialisés sont aujourd'hui nettement plus grands que leurs ancêtres, même sur un siècle. L'évolution de la taille peut être attribuée à une amélioration de la nutrition. Le développement cérébral durant la grossesse et ses répercussions sur l'enfance en seraient une conséquence logique. Le gain en taille est de près d'un centimètre par décennie, avec un gain en volume cérébral appréciable. Le problème de cette piste est que les résultats de QI des personnes de petite taille, et plus globalement, des femmes ou des Asiatiques, ne montrent pas de baisse de QI significative à âge, scolarité ou milieux sociaux comparés.
Une étude de 2005 revient sur ceci : les gains observés en fonction de la nutrition ont essentiellement un effet sur les parties inférieures des échantillons, où les carences alimentaires sont les plus sévères. L'interprétation de cet effet, largement validé, est délicate : les gains les plus importants sont observés pendant l'enfance, la population adulte est peu concernée par ce bénéfice. Sont mises à part les personnes souffrant de malnutrition qui développent des problèmes intellectuels liés à leur état général physique dégradé.
La taille et la forme de la boîte crânienne ont été légèrement modifiées aux États-Unis ces 150 dernières années. Ces changements doivent avoir lieu durant les premières années de la vie pour avoir une influence.

### Effet plafond
Dickens et Flynn ont présenté en 2001 un modèle essayant de résoudre une série de contradictions dans ces études. Ils parlent d'effets bilatéraux, avec des mesures d'héritabilité qui ont des effets sur le génotype. Ce génotype va influencer l'environnement général, qui va lui-même influencer à nouveau le génotype, et donc affecter le QI. Le QI crée le QI en quelque sorte.
Ce type d'effet de mise en résonance finit par s'étouffer. Il peut aussi présenter une phase d'accélération fulgurante à certains moments. Ainsi, l'effet se constate sur une certaine durée : les tests sont effectués sur trois, voire quatre générations coexistantes, avec chacune leurs expériences et leur niveau. L'emballement a lieu quand toutes les générations coexistantes bénéficient pleinement d'un gain positif. Inévitablement, quand toutes les conditions requises sont réunies sans que de nouvelles conditions apparaissent, le gain se stabilise, voire régresse légèrement, faute de carburant,,.

### Aptitudes spécifiques ou intelligence générale
Des chercheurs, tel le professeur J.P. Rushton, argumentent que l'effet Flynn ne traduit pas une modification de l'intelligence générale, mais porte seulement sur quelques aptitudes. Des études récentes confirment néanmoins l'augmentation importante de l'intelligence générale de la population,.

### Évolution des tests
Des études croisées entre plusieurs groupes cibles, faites pour calculer une possible variabilité, ont été effectuées avec des tests excluant les biais culturels. Elles démontrent un accroissement significatif. L'éveil d'un potentiel ne suffit pas à expliquer cet accroissement sur au moins cinq familles d'aptitudes mesurables. En d'autres termes, selon cette recherche, certains gains de QI entre générations sont attribuables à une modification du mode de fonctionnement, ou à d'autres méthodes de mesure, mais ne traduiraient pas un gain d'intelligence générale.

### Explications multiples
En 2003, les conclusions d'une étude effectuée au Kenya entre 1984 et 1998 ont démontré que l'effet Flynn y était essentiellement lié à l'instruction des parents, à la structure familiale, à l'alimentation et à la santé des enfants.
En 2006, une étude effectuée au Brésil sur la différence entre des données de 1930 et celles de 2002-2004 montre le plus grand écart jamais observé. Ces résultats corrèlent essentiellement la stimulation cognitive et l'hypothèse de l'amélioration de la nutrition.
En définitive, la piste interdisciplinaire pourrait bien apporter des réponses sur les causes de l'effet Flynn. La pédagogie a largement démontré l'influence de tous ces facteurs, mais les chercheurs travaillent souvent sur des secteurs trop réduits. Ce phénomène est multidimensionnel.
Ainsi, globalement, des femmes enceintes qui se nourrissent bien et ont des enfants volontairement, dans un milieu en paix et avec peu de violence, mettront au monde des enfants plus sains et plus éveillés. Ces enfants, correctement nourris, ayant accès à de multiples expériences et suivant une bonne scolarité, auront forcément un meilleur niveau.
Il est logique également que l'amélioration du niveau d'éducation des femmes dans le monde et la progression de l'égalité homme/femme soient bénéfiques aux enfants/ Leurs parents peuvent faire de meilleurs choix pour eux et dans les soins à leur apporter.
Si l'on observe une régression de l'effet Flynn, elle pourrait peut-être s'expliquer par une difficulté à mobiliser nos ressources attentionnelles lors des tests ou un changement de nos sociétés. En effet, les types d'intelligences valorisées par la société actuelle ont pu changer par rapport aux années 1950. Autrefois, connaître tous les noms et numéros des départements français était valorisé ; aujourd'hui, les nouvelles générations doivent faire preuve de plus grandes capacités de flexibilité et d'adaptation. Notre société très stimulante et connectée peut aussi jouer un rôle dans notre capacité à mobiliser nos ressources attentionnelles sur des temps de plus en plus courts. Cela pourrait avoir un impact sur la mesure du QI : ce sont des épreuves formelles, elles se passent sur un temps long.

### Interprétations de l'arrêt ou de la régression de l'effet Flynn
Plusieurs explications ont été avancées pour décrire le plafonnement (ou la diminution) de l'effet Flynn des années 1990. Certaines s'appuient sur des données statistiques, d'autres sont purement spéculatives. D'autres peuvent avoir des motivations politiques. La littérature sur le sujet doit être lue de manière prudente.
Plusieurs raisons peuvent expliquer ce déclin. Elles sont passées en revue (nutrition, modification de l'enseignement, diminution de la lecture…) sans possibilité de conclure.
Ainsi, au Danemark, le QI des immigrants non-européens à 18-19 ans est de 86,3, en comparaison de 100 pour les Danois autochtones. Ces immigrants sont susceptibles d'avoir eu un certain impact sur la réduction du quotient intellectuel moyen des populations. Mais, selon l'étude de Dutton et Lynn, « il est douteux que l'augmentation du nombre d'immigrants ayant un quotient intellectuel inférieur soit suffisamment grande pour avoir eu un effet majeur ». En effet, la Finlande observe également cette baisse, mais avec un nombre négligeable d'immigrants non-européens. Un quatrième facteur aurait pu contribuer à la baisse de l'intelligence : la fertilité dysgénique, à savoir l'association négative entre l'intelligence et le nombre d'enfants.
Le scientifique et expert en psychométrie R. Lynn affirme que l'effet Flynn a masqué un effet dysgénique dans la reproduction humaine au sein des nations industrialisées et que désormais le QI ne peut que continuer à descendre (idée servant de base au film Idiocracy). Il faut se garder de confondre effet de sélection (ou de non-sélection) - dont les résultats sont déjà visibles en quelques générations chez les mammifères - et effets à long terme : des modifications génétiques chez les organismes complexes demandent plutôt des siècles ou des millénaires,.
La régression de l'effet Flynn pourrait aussi s'expliquer par la méthodologie : les outils de mesure utilisés pour mesurer l'ampleur de cet effet doivent être des tests anciens, afin de permettre une comparaison méthodologiquement correcte entre les anciennes générations et les nouvelles générations. Or ces tests peuvent devenir obsolètes, notamment sur les dimensions verbales du test de QI, et ainsi fausser l'interprétation faite à partir des différences observées entre les générations comparées.
Une méta-analyse de Trahan et Stuebing, Hiscock et Fletcher (2014) appuie partiellement cette hypothèse : elle montre que l'effet Flynn observé est plus ample dans les études utilisant des tests modernes (par comparaison avec des tests anciens). Selon ces auteurs, il faudrait corriger cet effet inhérent au vieillissement de la mesure si l'on veut évaluer convenablement l'effet Flynn observé dans les études. Notons que la méta-analyse précédemment citée met en évidence un ralentissement de l'effet Flynn et non une inversion de celui-ci.
Le chercheur Richard Gray mentionne également la culture de l'ordinateur diminuant la lecture de livres et une tendance à l'enseignement pour l'examen,.

## Prédictions
La théorie de Flynn prédit que l'augmentation des QI pourrait se poursuivre, dans les pays occidentaux, pour les immigrés récents ou les communautés mal intégrées (voir aussi hétérosis). Par exemple, William T. Dickens et James R. Flynn (commentant des résultats aux États-Unis) ont écrit dans leur article de 2006, « Les Afro-Américains réduisent leur retard de QI : des preuves par échantillons standardisés». Ils montrent que les Noirs américains continuent de gagner 5 à 6 points de QI par rapport aux Blancs non-hispaniques entre 1972 et 2002. Ces gains sont en plus largement homogènes pour toutes les aptitudes.

## Critiques du modèle

### Nordmo & al.
Nordmo & al. (2025) aboutissent à la conclusion que les variations observées  sur les conscrits norvégiens des scores d’intelligence au fil du temps — tant les hausses initiales que les baisses plus récentes — ne reflètent pas des changements réels de l’intelligence latente. Ces tendances stables dans les performances globales suggèrent que les évolutions apparentes du quotient intellectuel (QI) ne traduisent pas une transformation du niveau d’intelligence général au sein de la population.
Selon eux, les analyses révèlent un manque d’invariance métrique et scalaire des tests utilisés, ce qui remet en question la validité de leur utilisation pour comparer les niveaux d’intelligence entre générations. En d’autres termes, les mêmes tests ne mesurent pas nécessairement les mêmes compétences de manière équivalente au fil du temps, ce qui rend problématique toute conclusion sur une évolution de l’intelligence. Les changements observés dans les scores de QI seraient en grande partie attribuables à des sous-tests spécifiques, notamment ceux portant sur les matrices figuratives et les similarités lexicales. Ces sous-composantes influenceraient fortement les résultats globaux, sans pour autant refléter une variation de l’intelligence générale. Cela indique que l’effet Flynn pourrait être en partie une illusion statistique liée à certains types d’épreuves plutôt qu’à une transformation cognitive profonde.
Par ailleurs, les évolutions des scores de QI sont probablement liées à des facteurs sociétaux externes, tels que les réformes éducatives ou les changements culturels, plutôt qu’à une modification des capacités cognitives fondamentales. L’amélioration de la scolarisation, les transformations des programmes scolaires ou l’évolution des pratiques sociales pourraient avoir contribué à une meilleure performance aux tests, sans que cela ne traduise une progression intellectuelle intrinsèque.
Ces constats soulignent l’importance de faire preuve de prudence dans l’interprétation des scores d’intelligence dans les études longitudinales. Ils rappellent également la nécessité d’assurer une équivalence rigoureuse des instruments de mesure dans le temps afin de tirer des conclusions fiables sur l’évolution de l’intelligence humaine[source secondaire souhaitée].

### Rushton et Jensen
J. Philippe Rushton et Arthur R. Jensen ont remis en cause les éléments de cette recherche. Ils ont calculé un gain de 3,44 points : ils réfutent l'exclusion de quatre tests indépendants qui démontraient des gains nuls, voire négatifs[source secondaire souhaitée].